# Amminadab
Amminadab var enligt Gamla Testamentet son till Ram och far till Nacheshon, och därmed en avlägsen förfäder till Jesus. Han finns omnämnd i Matteusevangeliet 1:4 och Lukasevangeliet 3:33.